# NGC 1342
NGC 1342 في الفهرس العام الجديد، هو عنقود نجمي، يقع في كوكبة حامل رأس الغول. اكتشف في 28 ديسمبر 1799 . بواسطة ويليام هيرشل .

## روابط خارجية
- NGC 1342 على موقع ويكي سكاي: DSS2, SDSS, GALEX, IRAS, Hydrogen α, X-Ray, Astrophoto, Sky Map, Articles and images